# 谷康一

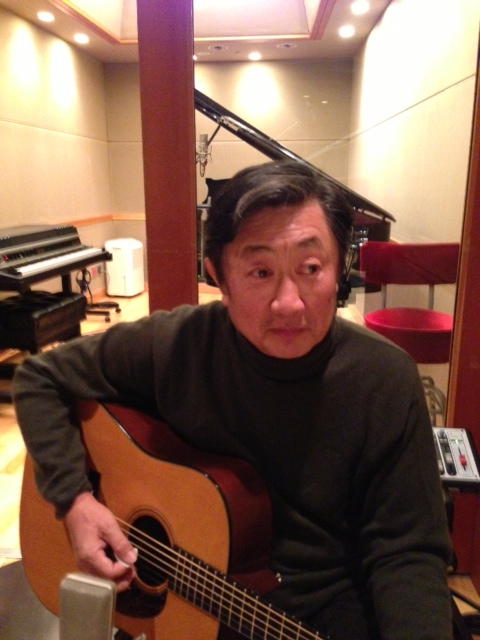
谷康一（録音スタジオにて）

谷 康一（たに こういち、1950年4月12日 - ）は、日本のスタジオ・ミュージシャン／アコースティック・ギタリスト。

## 概要
ギターの他、五弦バンジョーなど、洋楽系のアコースティック楽器で1970年代半ばから活動。国内歌手のライブツアーサポート実績も多い。自己のグループ、ニュー・ブルーストリングスを率い結成後48年。フォーク・ポップ・フュージョン系楽曲の編曲を通じ、広い層の支持を受ける。スタジオ・ミュージシャン・グループによる指導サークル、エスポ SPOW《セッション・プレイヤーズ・オープン・ワークショップ》を主宰。ゴルフはハンディキャップ5でアマチュアのトップクラス。

## 活動歴

### 国内ツアー
天地真理（1976）・因幡晃（1975～77）・加山雄三（1977～2010）・さだまさし（1977～79）・高木麻早（1974）・中島みゆき（1983）・丸山圭子（1973）・森山良子（1980～2007）・火野正平（2023）（音順／以下同）

### テレビ
NHK《ビッグショー》《NHK紅白歌合戦》《日本の歌》／TBS《ザ・ベストテン》／フジテレビ《夜のヒットスタジオ》《ミュージックフェア》／テレビ朝日《徹子の部屋》《題名のない音楽会》など

### レコーディング
アリス／石川さゆり／北島三郎／研ナオコ／小林幸子／竹内まりや／SMAP／武田鉄矢／谷村新司／田原俊彦／チャゲ&飛鳥／寺尾聰／テレサ・テン／中森明菜／中山美穂／浜田省吾／福山雅治／美空ひばり／森進一／八代亜紀／他

### 海外アーティスト
クリストファー・クロス／クリフ・リチャード／ジャニス・イアン／他

### テレビCM
日本大学芸術学部在学中の1971年、チャーリー・ブラウンテーマを作曲、以降、アデランス、NTT、エリエール、サントリー、JR東日本、ナビスコ、PARCO、村田機械などCMソングを手がけた。